# Obervisse
Obervisse é uma comuna francesa na região administrativa de Grande Leste, no departamento de Mosela. Estende-se por uma área de 4,4 km². Em 2010 a comuna tinha 161 habitantes (densidade: 36,6 hab./km²).